# Biserica „Sfinții Arhangheli Mihail și Gavriil” din Durlești
Biserica „Sfinții Arhangheli Mihail și Gavriil” este o biserică amplasată pe str. Alexei Mateevici, 8/2 în Durlești, municipiul Chișinău, Republica Moldova. Este un monument arhitectural de importanță națională inclus în Registrul monumentelor Republicii Moldova ocrotite de stat cu nr. 395 (municipiul Chișinău). Datează din 1865.